# Astrocaneum spinosum
Astrocaneum spinosum är en ormstjärneart som först beskrevs av George Richard Lyman 1875.  Astrocaneum spinosum ingår i släktet Astrocaneum och familjen medusahuvuden. Inga underarter finns listade i Catalogue of Life.